# Schistura nagaensis
Schistura nagaensis és una espècie de peix de la família dels balitòrids i de l'ordre dels cipriniformes.

## Morfologia
Els mascles poden assolir els 5,9 cm de longitud total.

## Hàbitat i distribució geogràfica
És una espècie d'aigua dolça, bentopelàgica i de clima tropical, la qual es troba al riu Tizu (la conca del riu Chindwin a Nagaland i Manipur, l'Índia).

## Amenaces
Les seues principals amenaces són les pràctiques agrícoles gens sostenibles (particularment, a la frontera entre Manipur i Nagaland), la pesca destructiva amb dinamita i verins, i l'impacte medioambiental de la futura construcció de la presa Tiju.